# Моримондо
Моримондо (итал. Morimondo) је насеље у Италији у округу Милано, региону Ломбардија.
Према процени из 2011. у насељу је живело 435 становника. Насеље се налази на надморској висини од 110 м.

## Становништво
Према резултатима пописа становништва 2011. у општини је живело 1.183 становника.
| 1931. | 1936. | 1951. | 1961. | 1971. | 1981. | 1991. | 2001. | 2011. |
| ----- | ----- | ----- | ----- | ----- | ----- | ----- | ----- | ----- |
| 1.485 | 1.582 | 1.761 | 1.364 | 1.063 | 1.013 | 1.090 | 1.134 | 1.183 |